# 聖ロザリア
聖ロザリア（Rosalia, 1130年 - 1166年）は、イタリアのシチリア州パレルモとベネズエラのミランダ州にあるエルアティジョ市の守護聖人。カトリック教会で崇敬される。

## 伝説
伝説によるとロザリアは1130年カール大帝の末裔であるノルマン貴族の家系に生まれ、非常に信心深く、ペッレグリーノ山の洞窟の隠者として暮らし、1166年にその場所で死んだとされる。彼女の最後については何もわかっていない。
1624年にヨーロッパでペストが流行していた頃、パレルモで病気に罹った女性の前にロザリアが出現した。次に猟師の前に現れ彼女の遺骸の在り処を示し、行列を作って町を通り彼女の遺骨をパレルモに運ぶよう命じた。言われた通り、猟師はその山の洞窟で遺骨を見つけたので、ロザリアに命じられた通りにしたところ、疫病の流行は終息したという。それ以降、ロザリアはパレルモの守護聖人となり、遺骸が発見された洞窟には教会が建てられた。

## 祭り

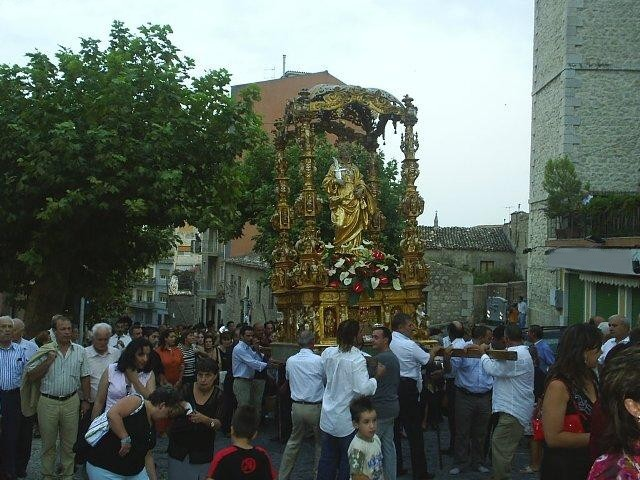
聖ロザリア祭

毎年7月15日にフェスティーノと呼ばれる聖ロザリアを祝福する祭りが催され、パレルモでは社会的にも宗教的にも重要なイベントである。9月4日にもパレルモからペッレグリーノ山を素足で登る、フェスティーノと聖ロザリアに関連した伝統行事がある。